# Ходжкин, Дороти
Дороти Мэри Кро́уфут-Хо́джкин (англ. Dorothy Mary Crowfoot Hodgkin, Дороти Ходжкин; 12 мая 1910, Каир — 29 июля 1994) — английский химик и биохимик. Лауреат Нобелевской премии по химии (1964) («за определение с помощью рентгеновских лучей структур биологически активных веществ»).
Член Лондонского королевского общества (с 1947), иностранный член Академии наук СССР (1976).

## Биография

### Семья и детство
Дороти Мэри Кроуфут-Ходжкин родилась 12 мая 1910 года в Каире в семье филолога и археолога Египетской службы образования Джона Кроуфута (1873—1959) и Грейс Мэри (1877—1957). Мать — Грейс Мэри (Молли), урождённая Худ, помогала организовывать своему мужу деревенские школы в Египте, ездила с ним во многие экспедиции. Она обладала разносторонними интересами; в частности, она кроме благотворительности занималась ботаникой и собрала большие коллекции флоры Судана, сделала множество ботанических рисунков, которые сейчас находятся в Королевских ботанических садах Кью (Kew). Помимо этого она увлекалась плетением, была международным экспертом по древнему текстилю.
Ранее детство Дороти провела в Египте, ежегодно приезжая в Англию лишь на несколько месяцев, пока не началась Первая мировая война (на фронтах которой погибли четыре брата её матери): опасаясь возможного нападения со стороны турецкой армии, в 1918 году её родители перебрались в Хартум (Судан), где родилась их четвёртая дочь Диана, а Дороти оставили учиться в Великобритании на попечении бабушки и дедушки в Уортингеме, графство Суссекс.

### Школа и раннее образование
После войны, в 1918 году, сестры Кроуфут вместе с матерью поселились в Линкольне (графство Линкольншир) и в течение года Дороти и сестра Джоан изучали историю, географию и литературу под руководством своей матери. В 11 лет она поступила в школу имени сэра Джона Лемана, где ей преподавал химию Крис Дили, выпускник Манчестерского университета. Уже тогда Дороти проявляла большой интерес к естественным наукам, особенно к химии. Мать поощряла научные интересы Дороти и позволяла проводить эксперименты дома. В 15 лет она подарила Дороти несколько книг сэра У. Брэгга, написанные на основе Рождественских лекций Королевского института («О природе вещей», «Старые профессии и новые знания»). Из них Дороти почерпнула свои первые знания о кристаллической структуре вещества и рентгеновской дифракции. Помимо этого, Дороти также изучала «Основы биохимии» Парсонса.
В 1922 г. Дороти и ее сестра Джоан были отправлены навестить родителей. Там Дороти встретилась с доктором А. Ф. Джозефом — химиком, близким другом отца Дороти, работающим в «Welcome Laboratories». В 1924 г. во время очередного визита А. Ф. Джозеф помог Дороти выполнить свои первые химические эксперименты по количественному анализу минералов в садовом песке. Занятия с А. Ф. Джозефом и визиты Дороти в его лабораторию укрепили ее интерес к науке. Она прочла о дифракции рентгеновских лучей в кристаллах из книги для школьников «О природе вещей» Нобелевского лауреата по физике Уильяма Генри Брэгга. Отец Дороти полагал, что его дети должны посещать местные суданские школы, поэтому она осталась в местном Parents National Educational Union Class. Курс химии в это заведении начинался с выращивания кристаллов, что очень увлекало Дороти.
С 1926 года её отец перевёлся в Палестину работать директором Британской школы археологии в Иерусалиме. Дороти навестила отца и смогла поучаствовать в раскопках разрушенного землетрясением греко-византийского города Джераш в Трансиордании (ныне Иордания). Она восторгалась древними мозаичными тротуарами и делала подробные зарисовки. Однако интерес к археологии не отвлёк ее от химии и она решила изучать рентгеновскую кристаллографию.
В выпускном классе она заняла первое место в Англии на экзамене по сертификату школы. Дороти успешно сдала экзамен в College Entance и в 1928 г. отправилась в Сомервилль-колледж Оксфордского университета для изучения химии.

## Университетская жизнь

### Оксфордский университет
В первый год университета она посетила несколько лекции по кристаллографии доктора Баркера — старейшего лектора по минералогии. Он убедил ее отложить на год обучение кристаллографии для более детального изучения химии. К сожалению, вскоре он умер, и она стала посещать лекции Роберта Робинсона, выдающегося химика-органика, ставшего в 1947 году Нобелевским лауреатом за исследование биологически активных веществ. В Оксфордском университете того времени преподавала целая плеяда великих учёных. В частности, на Дороти оказали огромное влияние сэр Эрнест Резерфорд, Нильс Бор, Питер Дюбуа. Также она посещала лекции Джона Десмонда Бернала о металлическом состоянии вещества и рентгеновской кристаллографии. В тот период жизни, помимо учёных, большое влияние на Дороти оказали Элизабет Уодсворт и Марджери Фрай, близкие друзья семьи, бывшие квакерами. Их культуру и ценности Дороти сохраняла длительное время.
Дороти закончила первую часть образования с высшими оценками. У неё было несколько вариантов для продолжения учёбы и она выбрала кристаллографию. В этом ее поощряла доктор Полли Портер — научный сотрудник Сомервилль-колледжа, которая много лет трудилась над описанием, классификацией и каталогизацией кристаллов.
Одной из первых работ Ходжкин стало исследование кристаллической структуры галогенидов диметилталлия под руководством своего первого наставника Фредди Брюэра. После выполнения синтеза различных галогенидов и долгих попыток получить качественные кристаллы она установила, что наилучшим образом кристаллизуются бромиды диметилталлия. Несмотря на то что на заре рентгеновских методов исследования вещества учёные ещё не владели достаточным математическим аппаратом для полного описания полученных структур
Дороти смогла сделать вывод о том, что ионы таллия и брома располагаются как в решётке хлорида натрия (гранецентрированная решётка). Работа Ходжкин была качественной (современное исследование структуры предполагает расчёт положений атомов по интенсивности амплитуды рассеяния), поэтому никакого конкретного вывода относительно расположения метильных групп в молекуле сделано не было. Однако это исследование Ходжкин примечательно тем, что оно стала первым рентгеноструктурным исследованием связи «металл — углерод». Спустя 27 лет эта студенческая работа поможет ей в фундаментальном исследовании по расшифровке структуры коэнзима B12. В 1929 году Дороти взялась за изучение трудов Фарадеевского общества, а именно работ Брэггов, В. Гольдшмидта, К. Лонсдейл и Дж. Д. Бернала. Эти работы вдохновили Дороти и предопределили новый виток в ее научной жизни. Ее наставник Фредди Брюэр поручил ей работать с недавно назначенным научным сотрудником, специалистом в области рентгеновской кристаллографии Тини Пауэлом, только что создавшим исследовательскую лабораторию. Под его руководством Дороти начала специализироваться в области рентгеноструктурного анализа, а летом стажировалась в лаборатории одного из основоположников кристаллохимии Виктора Гольдшмидта в Гейдельберге.

### Карьера и личная жизнь

#### Установление структуры стеролового ядра
Окончив Сомервилль-колледж в 1932 году, Дороти не знала, чем заняться дальше. По совету профессора Т. М. Лоури, Дороти отправилась в лабораторию уже упоминавшегося Дж. Бернала (Кембриджский университет). Там она начала работу в области кристаллографии стеролов (они же стерины), параллельно исследуя белки и аминокислоты. В начале лета 1933 года биохимик из Оксфорда Гленн Милликан привёз Берналу кристаллы фермента пепсина. Изучая кристаллы под поляризационным микроскопом, было обнаружено, что при удалении из маточного раствора кристаллы теряют двойное лучепреломление. Одновременно с этим было обнаружено, что сухие кристаллы почти прозрачны для рентгеновского излучения, в то время как во влажном состоянии они давали хорошую дифракционную картину. Эти первые попытки получения дифрактограмм пепсина обеспечили решающие достижения на раннем этапе исследований в области рентгеноструктурного анализа кристаллов глобулярных белков.
Вместе с Берналом они смогли вывести структуру стерина («длинные молекулы», по их гипотезе), однако их представления противоречили химическим свойствам стеринов. Для устранения разногласия было решено определить структуру при помощи рентгеновской дифракции с привлечением минимума химической информации. Для этого она вместе с Дж. Берналом провела кропотливую работу, изучив целый ряд родственных производных стерола (холестерин, эргостерол, пирокальциферол, андростерон и т. п.). Анализ полученных структур привёл к однозначному выводу о неверности первоначально предположения Бернала о структуре соединений, содержащих стероловое ядро, как о «вытянутой молекуле». Теперь, напротив, казалось более разумным предположить наличие особой системы нескольких сочленённых циклов во всех этих молекулах.
Дж. Д. Бернал, бывший член Коммунистической партии, оказал на Дороти Кроуфут большое научное и политическое влияние (впоследствии она будет активно выступать против социального неравенства и с 1976 по 1988 год возглавит антивоенное Пагуошское движение учёных). Известно, что у Дороти Ходжкин и Дж. Бернала был роман.
Во время работы в Кембриджском университете Дороти получила двухлетнее предложение на исследовательскую работу в своём родном университете — Сомервилль-колледже (Оксфорд). Ей было трудно расстаться с прежним местом и вернуться обратно, поэтому один год Ходжкин провела в Кембридже, а другой в Оксфорде. В 1934 г. она все же осталась в Сомервилль-колледже в Оксфорде и организовала при поддержке Р. Робинсона исследовательскую группу, где она изучала инсулин, холестерин и стерин.

#### Семья и дети
В 1937 году Кроуфут вышла замуж за Томаса Лайонела Ходжкина, коммуниста и историка-африканиста марксистского толка, родственника врача Томаса Ходжкина и будущего (с 1961 года) советника первого президента независимой Ганы Кваме Нкрумы. Из-за собственной политической активности и членства в коммунистической партии мужа Дороти Кроуфут-Ходжкин был в 1953 году запрещён въезд в США.
Дороти была счастлива в браке, давшем четверых детей. Первый ребёнок, Люк, родился в 1938 году. Вскоре у Дороти возник абсцесс груди и после приступов лихорадки развился ревматоидный артрит, впоследствии ставший хроническим. Второй ребёнок, Элизабет, родилась в 1941 году.

#### Исследование структуры холестерина
В том же 1937 году Дороти Кроуфут-Ходжкин Получила докторскую степень в Оксфорде в 1937 году за анализ кристаллов йодхолестерина. Именно йодхолестерин был выбран для исследовании неслучайно. Атом йода, как самый тяжёлый в молекуле, являлся своеобразной «реперной точкой», от которой удобно было отталкиваться при изучении основного скелета молекулы (проще говоря, его было легко идентифицировать в обилии спектральной информации, которую дают сложные молекулы, подобные стеринам). В то время расчёт структур проводился при помощи вычисления так называемой функции Патерсона и последующим составлении двумерных карт электронной плотности. Это помогло определить расположение всех атомов в молекуле, однако стереохимические данные, особенно важные для характеризации биологической молекулы, можно было получить только при помощи трёхмерных карт, составление которых представляло невероятно трудную задачу в то время. Дороти, не проводя сложных расчётов, все же смогла при помощи специальных подходов окончательно установить все, в том числе стереохимические, особенности строения стеринового ядра. По словам У. Г. Брэгга, эта работа — отличное применение физического метода к определению сложных пространственных структур в органической химии.
Это исследование стало одним из первых блистательных результатов Дороти в кристаллографии и продемонстрировало большой потенциал подобных методов в изучении сложных структур. Д. Ходжкин не остановилась на достигнутом и продолжила структурные исследования, разрешая вопросы относительно пространственных особенностей молекул, содержащих стериновое ядро. Дороти выполнила исследования кальциферола, люмистерола и супрастерола II и некоторых других веществ с подобной структурой.
В 1936—1977 годах Дороти Ходжкин работала преподавателем в Оксфордском университете. Среди её студентов была Маргарет Тэтчер, некоторое время проработавшая в её лаборатории, занимаясь рентгеноструктурным анализом антибиотика грамицидина С, созданного в СССР и присланного для изучения. Во время своего премьерства Тэтчер держала на рабочем столе фотографию своей университетской преподавательницы. Несмотря на то, что политические взгляды лидера консерваторов и голосовавшей за лейбористов Кроуфут-Ходжкин, были противоположными, они были близки и поддерживали тёплые отношения.

## Крупные научные результаты

### Инсулин
Вплотную занявшись инсулином в 1935 году, Д. Ходжкин столкнулась с типичными трудностями, связанными с получением кристаллов белков. Попробовав множество методов, ей все же удалось вырастить хорошие кристаллы, пригодные для кристаллографических исследований. Высушенные кристаллы дали дифракционную картину, а для первичного подтверждения того что сигналы даны именно белком она провела ксантопротеиновую реакцию.
В то время в мире было очень мало специалистов, обладающих опытом работы с кристаллографическими данными белков (пожалуй, только У. Т. Астбери и Дж. Бернал). Это связано с разнообразными трудностями, в первую очередь с проблематичным получением качественных кристаллов белков. Для некоторых плохо структурированных белков эта задача становится неразрешимой.
Ещё одна немаловажная проблема была в самом физическом принципе кристаллографии. Дело в том, что нет прямого способа измерения интенсивности и фазы отражённых лучей. Для кристаллов простых соединений довольно успешно применялся «метод проб и ошибок». Ситуация была неразрешимой для кристаллов веществ сложного строения, а тем более для биополимеров вплоть до тех пор, пока в 1930-х годах А. Л. Патерсон не указал на возможность представить фазу через интенсивность (функция Патерсона). Проблема обработки кристаллографических данных также стояла остро: необходимы были алгоритмы расчёта для ЭВМ, которые удалось усовершенствовать лишь к 1950 г. Также особняком стояла проблема правильной интерпретации полученных и теоретически рассчитанных данных.
Работы по инсулину неоднократно откладывались Ходжкин, в частности из-за необходимости срочной расшифровки структуры пенициллина во время Второй мировой войны, поэтому полная структура инсулина, содержащего около 800 атомов, была определена окончательно лишь в 1969 г. Дороти Ходжкин дала множество лекций по всему миру об инсулине и его важности для больных диабетом. Параллельно она исследовала лактоглобулин, гемоглобин и некоторые глобулины растительного происхождения. Несмотря на это полный синтез инсулина был реализован ранее, в 1963-65 гг. исследователями из Германии, США и Китая.

### Пенициллин
Во время Второй мировой войны Дороти Ходжкин активно исследовала пенициллин (и в меньшей степени инсулин), несмотря на ревматоидный артрит (впоследствии ставший хроническим), которым она заболела после рождения первого ребёнка Люка в 1938 г. Исследования Ходжкин финансировались Фондом Рокфеллера и ее кристаллографическая лаборатория в Оксфорде оставалась одним из немногих мест в мире, где велись подобные исследования в военное время. 
Первый пенициллин (крустозин) был получен в 1942 г. в СССР во Всесоюзном институте экспериментальной медицины, а с апреля 1943 он активно применялся в госпиталях. В сжатые сроки необходимо было установить структуру пенициллина. На тот момент не удалось закристаллизовать собственно пенициллин (предположительно из-за примесей ионов бария), однако после нескольких попыток были выращены кристаллы натриевых, калиевых и рубидиевых солей пенициллина, с которых и были сняты рентгенограммы. Предполагалось несколько структур: содержащая оксазолоновый цикл и содержащая β-лактамный цикл. По результатам расчётов было выяснено, что лактамное кольцо наиболее вероятно в структуре пенициллина. Почти одновременно к таким же выводам пришёл Р. Вудворд по результатам термохимического эксперимента. Как уже было неоднократно отмечено, математическая обработка рентгеновских данных в то время представляла собой весьма нетривиальную задачу. По воспоминаниям Д. Ходжкин, «Структура пенициллина была бы легко определена в начале 1940-х гг., если бы в распоряжении учёных имелись трёхмерные карты патерсоновской функции». Несмотря на все сложности и благодаря большому упорству ей и ее сотрудникам удалось расшифровать структуру пенициллина к 1949 г.
В 1947 г. Д. Ходжкин была избрана членом Лондонского Королевского общества (третья женщина в Англии, удостоенной такого звания).

### Витамин B12
Знаковым исследованием Дороти Кроуфут-Ходжкин было определение структуры витамина В12 (1948—1956).
В 1948 г., получив от Л. Смитса красные кристаллы этого вещества, она вместе со своей группой начала попытки получения и расшифровки структуры этой молекулы. Приблизительно оценив массу этой молекулы и поняв, что в ее состав входит примерно сто атомов, Ходжкин поняла, что расшифровать такую структуру будет непростой задачей. Однако, вскоре стало ясно, что в структуре присутствует атом кобальта, который непосредственно связан с атомом углерода и порфириновым кольцом. Таким образом, была впервые надёжно зафиксирована непосредственная связь «металл-углерод» в металлоорганическом соединении.
Сопоставляя некоторые химические данные о структуре витамина В12 и данные по изучению производных этого соединения, Д. Ходжкин постепенно приближалась к разгадке структуры. Окончательно решить вопрос помогли услуги доктора Кеннета Трублада из Калифорнии, владеющего доступом к одной из мощнейших ЭВМ того времени и Д. Крукшенка из Манчестера. Параллельно А. Тодд, известный по работам в области химии сахаров и нуклеиновых кислот, в 1955 г. смог химическими способами определить некоторые характерные особенности строения витамина B12. В 1956 г. Д. Ходжкин удалось завершить обработку кристаллографических данных и достоверно определить структуру этого вещества.
Помимо своих основных работ, Д. Ходжкин известна также исследованиями малых молекул, проявляющих биологическую активность. Дороти Ходжкин имела серьёзную репутацию в своей области, поэтому многие исследователи обращались в ее лабораторию в Оксфорде за авторитетным советом. Так, например, с ее помощью были расшифрованы структуры морфина (Морин Маккей, 1955 г.) и антибиотика ферровердина (София Канделоро).

## Общественная жизнь
В 1958 году лабораторию Дороти Ходжкин перенесли в университетский Музей естественной истории. В 1960—1977 годах она — профессор-исследователь Лондонского королевского общества. В 1977—1982 годах — член совета Вольфсон-колледжа в Оксфорде. Почётный ректор Бристольского университета (1970—1988).
Исследования таких важных веществ как пенициллин, инсулин и витамин В12 не могли не быть высоко оценены научным сообществом и в 1964 г. Д. Ходжкин получила Нобелевскую премию по химии. Большую часть она потратила поддержку университета, студентов и проектов своей лаборатории.
Д. Ходжкин всю жизнь занимала активную гражданскую позицию. С 1962 г. она участвовала в Пагуошских встречах (а с 1975 по 1988 г. — президент Пагуошского движения), была председателем Фонда медицинской помощи Вьетнаму и членом комиссии по расследованию преступлении США в ходе Вьетнамской войны. С 1972 по 1975 г. была президентом Международного союза кристаллографов.
В 1992 году подписала «Предупреждение человечеству».
Дороти Ходжкин являлась членом ряда академий наук, в том числе иностранный член Академии наук СССР (1976), Национальной академии наук США (1971), а также Академии наук Нидерландов, Югославии, Ганы, Пуэрто-Рико и Австралии. Почётные учёные степени Кембриджского, Гарвардского, Броуновского, Ганского, Чикагского университетов, а также университетов Лидса, Манчестера, Суссекса и других.

### Последние годы
Муж Дороти, Томас Лайонел Ходжкин умер в 1982 году после продолжительной болезни. В 1970 году, уволившись со службы, он переехал в родительский дом в деревне Ильмингтон (Уорвикшир), но до последних дней он оставался активным и не терял работоспособность. Смерть мужа глубоко затронула Дороти: приступы артрита стали повторяться чаще, она похудела, однако она продолжала заниматься исследованиями и два раза, в 1990 и в 1993 годах посещала Международную конференцию по кристаллографии (IUCr) в Бордо и в Пекине, соответственно.
После возвращения из Китая в 1993 году, Дороти проводила много времени с дочерью Лиз в Илминтгтоне. Дороти Мэри Кроуфут-Ходжкин умерла от инсульта 29 июля 1994 года.

## Награды и признание
- 1956 — Королевская медаль Лондонского королевского общества[8].
- 1964 — Нобелевская премия по химии, за определение с помощью рентгеновских лучей структур биологически активных веществ
- 1965 — Орден Заслуг
- 1972 — Медаль Бантинга[англ.]
- 1972 — Бейкеровская лекция
- 1976 — Медаль Копли
- 1982 — Большая золотая медаль имени М. В. Ломоносова Академии наук СССР
- 1984 — Димитровская премия (Народная Республика Болгария)[9]
- 1987 — Международная Ленинская премия «За укрепление мира между народами»

В честь Дороти Ходжкин назван астероид (5422) Ходжкин, открытый астрономом Крымской астрофизической обсерватории Людмилой Карачкиной 23 декабря 1982 года.
Национальная портретная галерея в Лондоне насчитывает 17 портретов Дороти Ходжкин, в том числе масляную живопись ее за своим столом Маджи Хамблинга и портретный портрет Дэвида Монтгомери.
Дороти Ходжкин изображена на британских почтовых марках 1996 и 2010 годов.
В 2010 году, в 350-летнюю годовщину основания Королевского общества, Ходжкин была единственной женщиной в наборе марок, посвящённых десяти из самых выдающихся членов Общества, заняв место рядом с Исааком Ньютоном, Эдвардом Дженнером, Джозефом Листером, Бенджамином Франклином, Чарльзом Бэббиджем, Робертом Бойлем, Эрнестом Резерфордом, Николасом Шеклтоном и Альфредом Расселом Уоллесом.
Королевское общество присуждает стипендию имени Дороти Ходжкин «для выдающихся учёных на ранней стадии своей исследовательской карьеры, которая требует гибкости из-за личных обстоятельств, таких как воспитание детей или связанные со здоровьем причины».
С 1999 года Оксфордский международный женский фестиваль ежегодно проводит мемориальную лекцию, обычно в марте, в честь работы Ходжкин. Лекция проходит в рамках сотрудничества Oxford AWiSE (Ассоциация женщин в области науки и техники), Сомервилл-колледжа и Музея естественной истории Оксфордского университета.

## Сочинения
- Рентгеноструктурный анализ и строение белков, в сборнике: Аминокислоты и белки, пер. с. англ., М., 1952.